# Ctenium polystachyum
Ctenium polystachyum là một loài thực vật có hoa trong họ Hòa thảo. Loài này được Balansa mô tả khoa học đầu tiên năm 1885.